# Patricia McPherson
Patricia McPherson (Oak Harbor, Washington, 27 de Novembro de 1954) é uma ex-atriz estadunidense que atuou em vários filmes e seriados, mas reconhecida pelos fãs televisivos foi na série Knight Rider, O Justiceiro (pt) ou A Super Máquina (br), interpretando a mecânica Bonnie Barstow.

## Biografia
Patricia McPherson foi atriz convidada em várias séries e filmes como: Starman - O Homem das Estrelas (br) e (pt); Crime, Disse Ela (pt) ou Assassinato por Escrito (br); MacGyver ou Profissão: Perigo (br); Matlock, Jornada nas Estrelas: A Nova Geração (br) entre outros.

O trabalho mais importante na carreira dela foi na série Knight Rider de 1982: O Justiceiro (pt) ou A Super Máquina (br), onde representou o papel de Bonnie Barstow, a mecânica do K.I.T.T.. Ela esteve no primeiro ano da série, e foi substituída pela atriz Rebecca Holden para o segundo ano. Os fãs pediram o retorno de Patricia, fazendo com que ela atendesse o pedido e voltasse no início do terceiro ano e ficando até o quarto e último ano da série. 

Terminou a carreira de atriz em 1991. Desde então, a sua atividade consiste em preservar a vida selvagem e as florestas.

## Filmografia
- Warehouse 13 (2009, 1ª temporada - episódio 10) (série)... Regent
- Matlock (1991, 6ª temporada - episódios 1 e 2) (série)... Karen Sylvester
- Aftershock (1989)... Girl In Bar
- Jornada nas Estrelas: A Nova Geração (br) (1988, 1ª temporada - episódio 13) (série)... Ariel
- MacGyver ou Profissão Perigo (br) (1986, 2ª temporada - episódio 6) (série)... Michelle 'Mike' Forester
- Starman - O Homem das Estrelas (br) e (pt) (1986, 1ª temporada - episódio 3) (série)... Jessica Bennett
- Prime Risk (1985)... Federal Reserve Executive
- Concrete Beat (1984)... Woman in first bar
- O Justiceiro (pt), A Super Máquina (br) ou Knight Rider (1982–1983 da 1ª temporada e 1984–1986 da 3ª e 4ª temporadas) (série)... Bonnie Barstow
- All Star Comedy (1982)
- The Tragedy of Othello, the Moor of Venice (1981)... Venetian
- The Stunt Man, O Fugitivo (pt) ou O Substituto (br) (1980)... Pretty Woman

## Curiosidades
- Apesar de ter terminado a carreira de actriz, Patricia McPherson fez uma aparição em 2009 no décimo episódio da primeira temporada da série Warehouse 13.